# Februarrevolution 1848

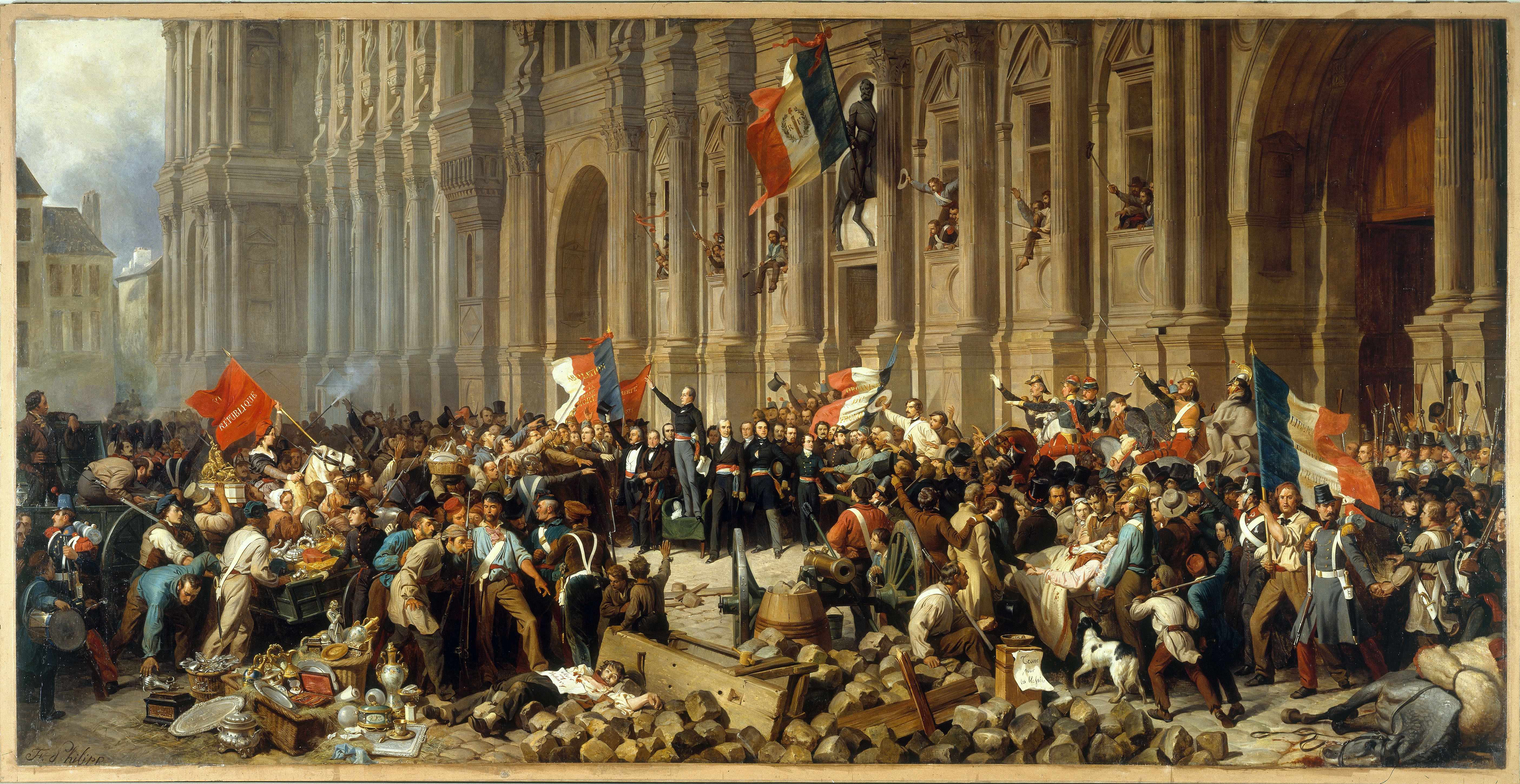
Alphonse de Lamartine (Bildmitte, mit erhobenem Arm) verwehrt am 25. Februar 1848 Sozialrevolutionären mit der roten Fahne das Eindringen ins Hôtel de Ville in Paris (Ölgemälde von Henri Felix Emmanuel Philippoteaux)

Die bürgerlich-demokratische Februarrevolution von 1848 in Frankreich beendete am 24. Februar 1848 die Herrschaft des ursprünglich eher liberalen „Bürgerkönigs“ Louis-Philippe und führte zur Ausrufung der Zweiten Französischen Republik. An deren Spitze wurde im weiteren Verlauf der Revolution, nach dem niedergeschlagenen sozialrevolutionären Juniaufstand, der Neffe des ehemaligen Kaisers Napoleon Bonaparte, Louis Napoléon Bonaparte, am 10. Dezember 1848 zum Staatspräsidenten gewählt.

## Europäische Einordnung
Die Ereignisse der Februarrevolution bildeten den Funken für die sich anschließende Märzrevolution in weiteren Regionen Mitteleuropas, insbesondere in den Staaten des Deutschen Bundes, während die Rolle Frankreichs im Schweizer Sonderbundskrieg 1847 ihrerseits die innenpolitische Gärung befördert hatte. Diese Revolutionen hatten, zumindest zunächst, eine gesamteuropäische Dimension mit der Gemeinsamkeit bürgerlich-liberaler Zielsetzungen (vgl. Bürgerliche Revolution). Sie können so, im Zusammenhang betrachtet, einschließlich der Februarrevolution allgemeiner als „Revolution(en) von 1848/1849“ bezeichnet werden, auch wenn sie in ihrem Verlauf in den einzelnen Ländern jeweils eigene nationale bis nationalistische Entwicklungen nahmen.

## Vorgeschichte

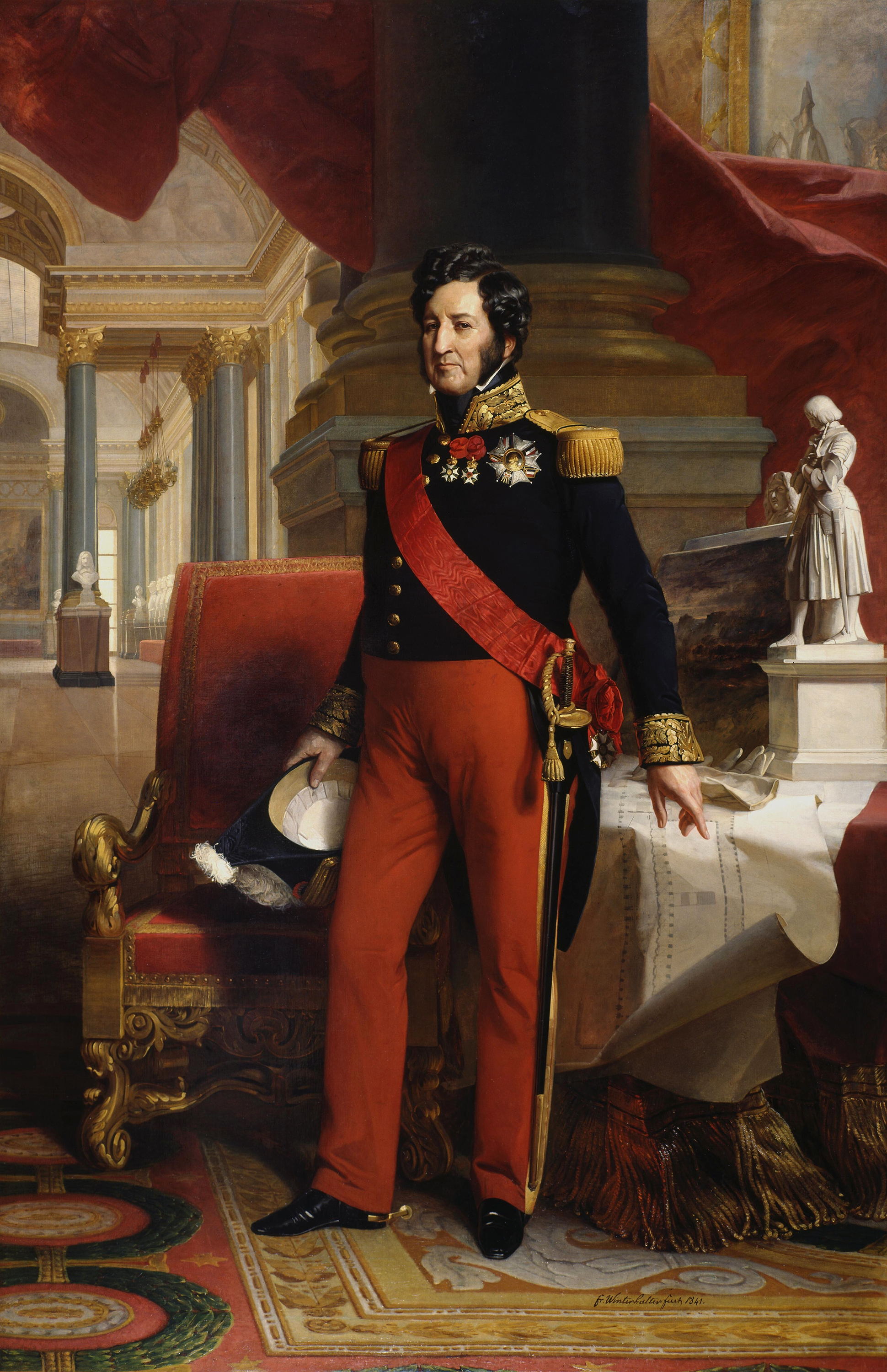
„Bürgerkönig“ Louis-Philippe

Louis-Philippe war 1830 ebenfalls durch eine damals schon bürgerlich-liberal motivierte Revolution (Julirevolution von 1830), bei der das reaktionäre Regime der Bourbonen unter Karl X. gestürzt worden war, an die Macht gekommen. Louis-Philippes Regierungszeit von 1830 bis 1848 – die sogenannte Julimonarchie – war geprägt von einer sich verstärkenden Abkehr vom Liberalismus, zunehmenden Skandalen und Korruptionsfällen, bis er sich schließlich der von Österreich dominierten „Heiligen Allianz“ weiter zuwendet, die mitbestimmt war durch die extrem reaktionäre Politik der Restauration des österreichischen Staatskanzlers Fürst von Metternich. Dessen Ziel war es seit dem Wiener Kongress 1815, in Europa die Verhältnisse wiederherzustellen, wie sie vor der Französischen Revolution von 1789 geherrscht hatten, das heißt Vorherrschaft des Adels und Rückeroberung seiner Privilegien.
Das französische Bürgertum war zusehends enttäuscht von der Politik des Königs, der vom Bürgertum selbst an die Macht gebracht worden war. Vor allem das Zensuswahlrecht, das dem Bürgertum einen seiner Stärke entsprechenden Einfluss bei der Gesetzgebung verwehrte, verstärkte die Wut auf den König.
Auch in der Arbeiterschaft gärte die Unzufriedenheit und es entwickelte sich aus der problematischen sozialen Lage, die durch eine Agrar- und Handelskrise 1847 noch verschärft worden war, eine revolutionäre Stimmung.

## Auslöser und Verlauf

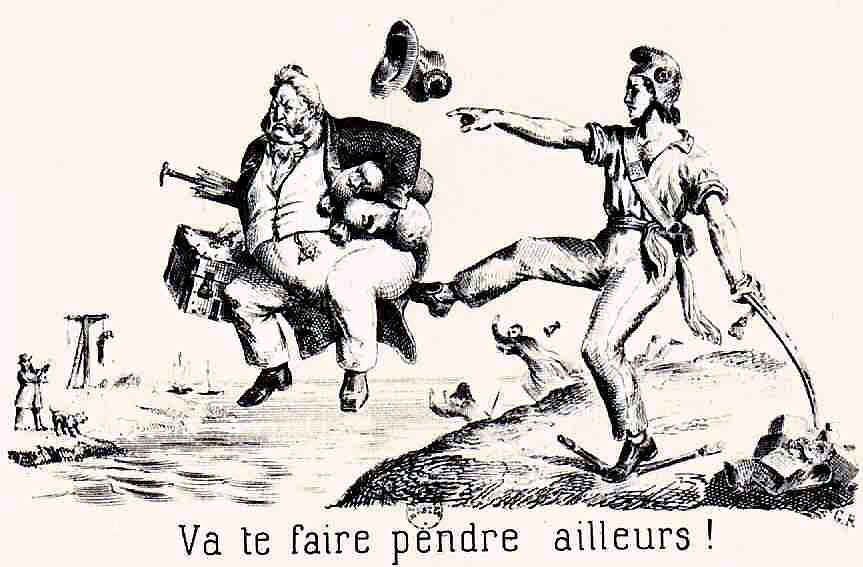
Zeitgenössische Karikatur auf den Sturz von Louis Philippe: Ein republikanischer Revolutionär tritt den abgesetzten König über den Ärmelkanal nach England und ruft ihm zu: „Lass dich woanders aufhängen!“

Nachdem der König ein geplantes Bankett zur Reform des Wahlrechts verboten hatte, kam es ab dem 21. Februar 1848 zu öffentlichen Protesten in Paris, die sich schnell zu Unruhen ausweiteten und eine revolutionäre Entwicklung annahmen. Es kam vorübergehend zur Vereinigung von Arbeitern und Bürgern. Am 23. und 24. Februar 1848 folgten heftige Straßen- und Barrikadenkämpfe zwischen den Aufständischen und den königlichen Truppen. Am 24. Februar 1848 sah sich der verhasste großbürgerliche Ministerpräsident François Guizot zum Rücktritt gezwungen. Kurz darauf dankte König Louis Philippe selbst ab und floh ins Exil nach England. Daraufhin wurde eine provisorische Regierung unter dem liberalen Politiker Alphonse de Lamartine eingesetzt und die Republik ausgerufen.

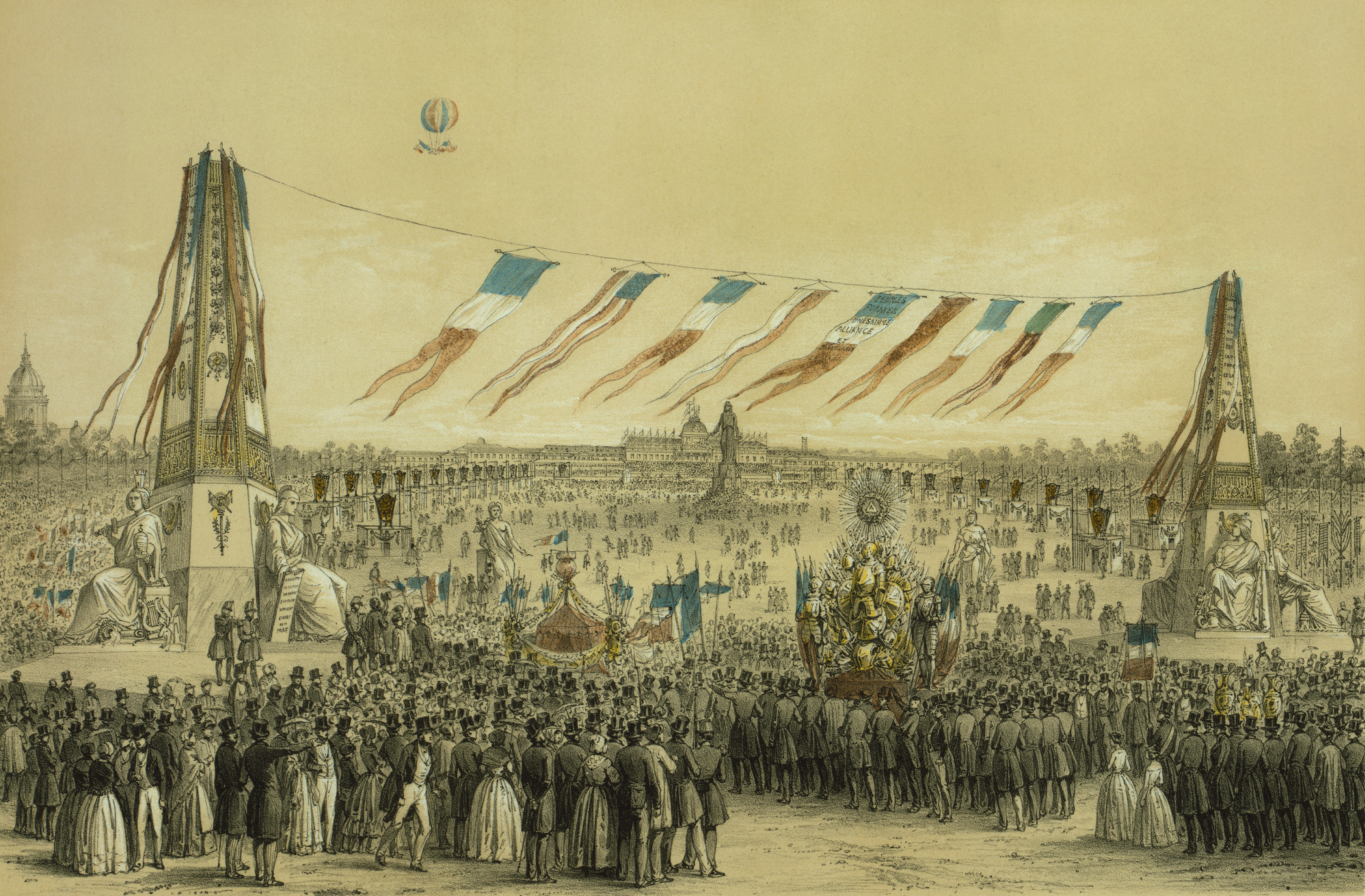
Die junge zweite französische Republik feiert am 21. Mai 1848 das „Fest der Eintracht“ (Fête de la Concorde)

Die erste Revolutionsregierung war ein äußerst heterogener elfköpfiger Ministerrat, in dem Vertreter der Linken (wie der bekannte Journalist und reformorientierte Sozialist Louis Blanc), der Liberalen und Demokraten (wie der Außenminister Lamartine) sowie der konservativen Rechten vertreten waren. Sie versuchten, die teilweise gegensätzlichen Interessen der revolutionären Kräfte miteinander zu verbinden und auszugleichen. Außenpolitisch konservativ, innenpolitisch gemäßigt reformorientiert, beschloss diese Regierung einige wichtige Entscheidungen: etwa die Abschaffung der Sklaverei in den Kolonien, die Abschaffung der Todesstrafe für politische Delikte, die Einführung der Pressefreiheit und des allgemeinen Männerwahlrechts sowie die Anerkennung des Rechts auf Arbeit.

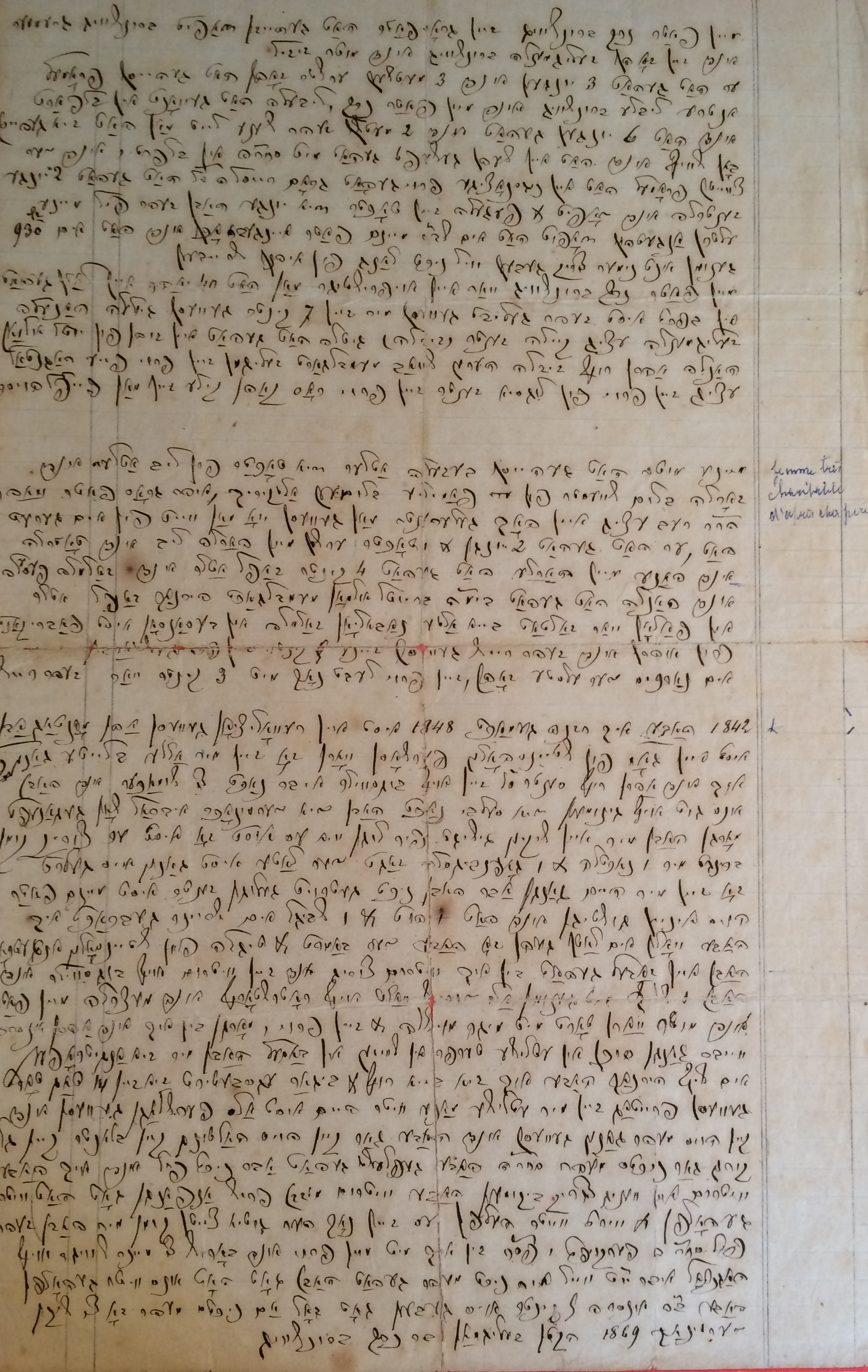
Süd-West-Jiddische Lebensbeschreibung von Seligmann Brunschwig von Dürmenach schildert u.A die Ereignisse um das Judenrumpel 1848. In der Sammlung des Jüdischen Museums der Schweiz.

Wegen der angespannten Lage in der Bevölkerung, in der die unterschiedlichen sozialen, politischen und wirtschaftlichen Interessen das Bürgertum und die Arbeiterschaft bald wieder auseinanderdriften ließen, konnte sich diese erste Regierung der Revolution jedoch nur wenige Monate halten.
Im Zusammenhang der Unruhen fanden zahlreiche antisemitische Ausschreitungen statt (siehe auch Liste von antisemitischen Anschlägen in Frankreich). Im Frühling 1848 ereignete sich das „Judenrumpel“ im Elsass (siehe Februarrevolution 1848 im Elsass); in Dörfern mit jüdischen Einwohnern wurden jüdische Häuser geplündert, teils verbrannt, und es kam zu Verletzungen und Todesfällen. In der benachbarten Schweiz boten Bern und Basel-Stadt den bedrohten Juden Schutz. Das Schweizer Militär wurde herangezogen, für die Fälle, als bewaffnete Banden über die Grenze kamen.

## Juniaufstand und Konterrevolution

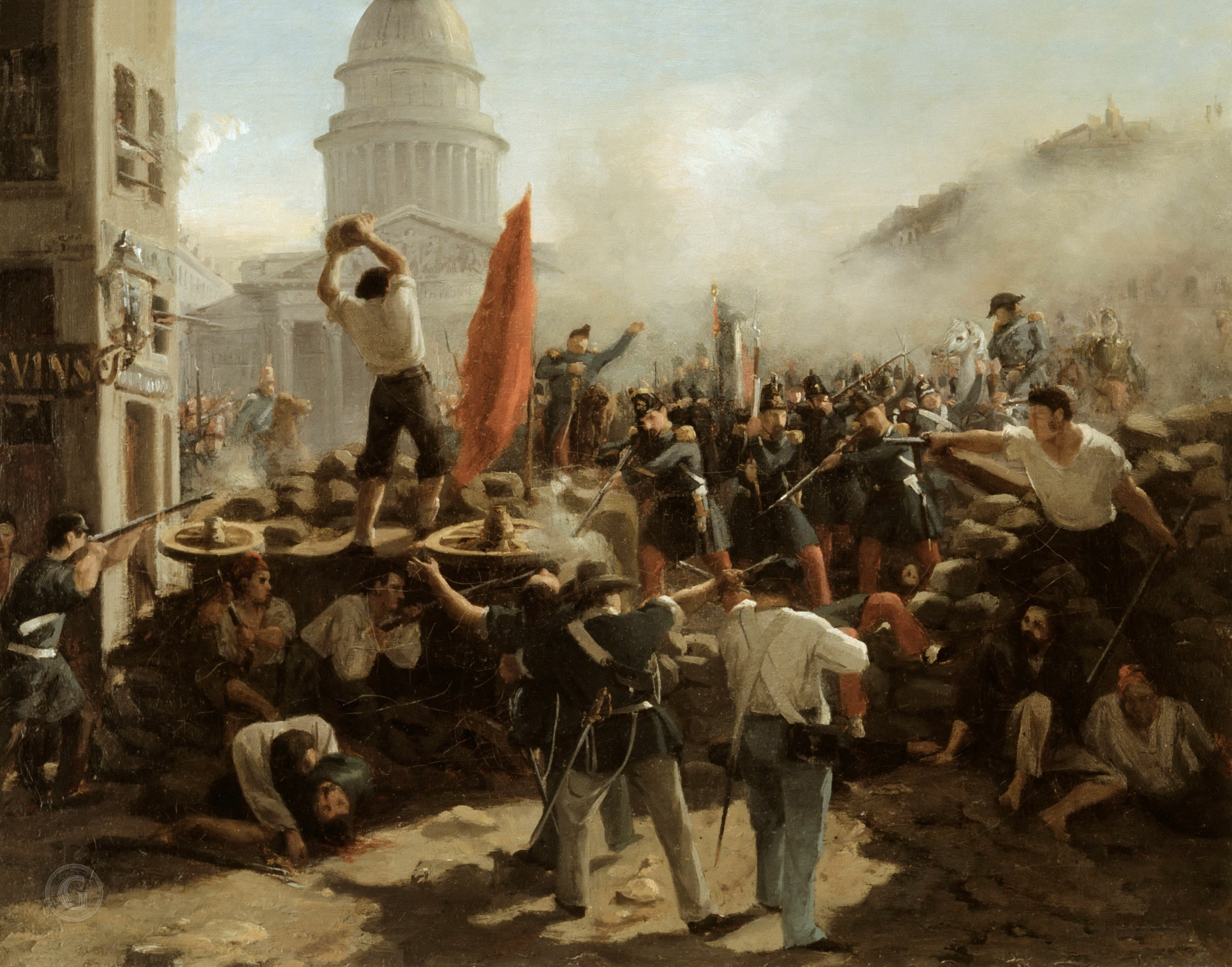
Barrikadenkampf in der Rue Soufflot in Paris am 25. Juni 1848 (Gemälde von Horace Vernet)

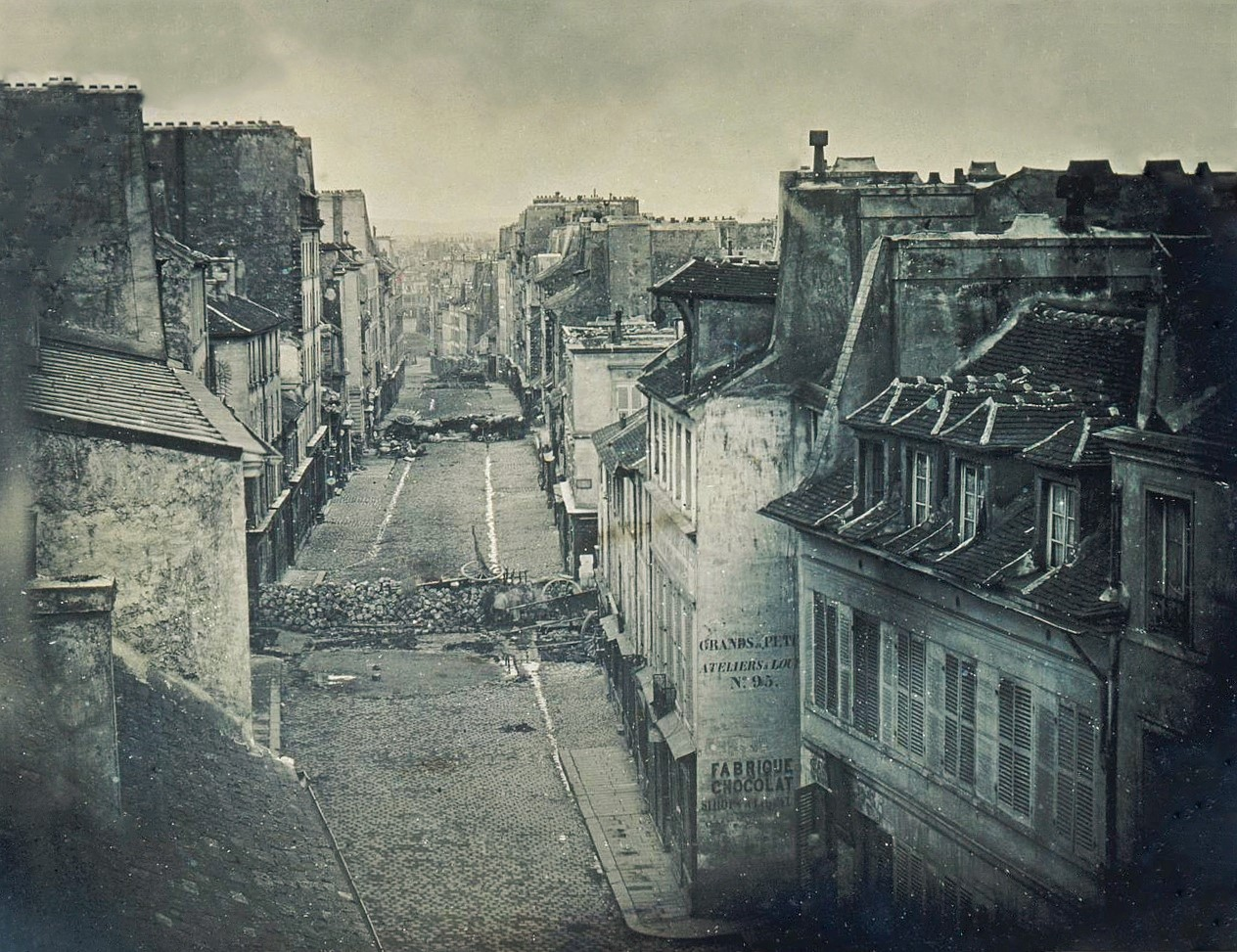
Barrikaden gegen die Truppen Lamoricières in der Rue Saint-Maur vor dem Angriff am 25. Juni. Eine von sehr wenigen Daguerreotypien der europäischen Revolution 1848/49.

Am 23. April 1848 wurde die Wahl zu einer verfassunggebenden Nationalversammlung durchgeführt; bei ihr unterlag die Linke, während die Konservativen sowie die gemäßigten Liberalen siegreich aus ihr hervorgingen.
Vom 22. bis zum 26. Juni 1848 kam es zu einem erneuten Aufstand der Arbeiterschaft (frz. Journées de Juin) anlässlich der Schließung der französischen Nationalwerkstätten, die vielen Arbeitslosen Beschäftigungsmöglichkeiten erschlossen hatten. Der Pariser Juniaufstand wurde jedoch bald von Einheiten der französischen Armee und der Nationalgarde (befehligt von Louis-Eugène Cavaignac) blutig niedergeschlagen. Von ihnen starben etwa 1500 Mann, darunter drei Generäle. Die Zahl der getöteten Arbeiter wird auf 5000 geschätzt (davon wurden etwa 1500 ohne Prozess erschossen). 25.000 Menschen wurden festgenommen; 11.000 wurden zu Gefängnis oder Deportation in eine der überseeischen Kolonien verbannt, davon mehrere tausend nach Algerien. Louis Blanc, der selbst nicht am Aufstand der Arbeiter teilgenommen hatte, sich jedoch für den Erhalt der Nationalwerkstätten eingesetzt hatte, konnte nach England ins Exil flüchten; er kehrte erst 1870 wieder nach Frankreich zurück.
Die Niederschlagung des Juniaufstands in Paris war der Auslöser der reaktionären Konterrevolution – nicht nur in Frankreich, sondern auch in den anderen europäischen Ländern, in denen die Märzrevolution um sich gegriffen hatte. Der Juniaufstand markiert historisch auch die Aufspaltung bzw. Abspaltung des revolutionären Proletariats vom Bürgertum. Diese Aufspaltung der bürgerlich-revolutionären Kräfte war von Karl Marx und anderen Sozialisten vorausgesehen worden und wurde von ihnen als historische Notwendigkeit für den revolutionären Klassenkampf betrachtet, der langfristig zum Kommunismus als klassenlose Gesellschaft führen solle.

## Staatspräsident Louis Napoléon Bonaparte

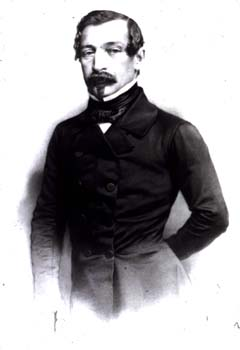
Louis Napoléon Bonaparte als Staatspräsident

Am 4. November 1848 wurde von der Nationalversammlung eine Verfassung verabschiedet, in der auch die Wahl eines Staatspräsidenten vorgesehen war. Der aus dem Exil zurückgekehrte Neffe von Napoleon Bonaparte, Louis Napoléon, der schon 1836 und 1840 vergebliche Putschversuche gegen Louis-Philippe unternommen hatte, wurde am 10. Dezember 1848 mit einer überwältigenden Mehrheit von 75 % der Stimmen zum neuen französischen Staatspräsidenten gewählt.
Die Republik hielt jedoch nur drei Jahre. Diese Zeit nutzte Louis Napoléon, um von langer Hand den Staatsstreich vom 2. Dezember 1851 vorzubereiten. Nach geschickter Ausspielung der Monarchisten und Republikaner begründete er schließlich das zweite Kaiserreich Frankreichs, als er sich selbst ein Jahr nach erfolgreichem Staatsstreich, bei dem ihm diktatorische Vollmachten zuerkannt wurden, zum Kaiser Napoleon III. erklären ließ.